# Station Saint-Cassin-la-Cascade
Station Saint-Cassin-la-Cascade is een spoorwegstation in de Franse gemeente Saint-Cassin.